# Jersey occidentale
La provincia del Jersey occidentale, insieme alla provincia del Jersey orientale, furono due distinte divisioni politiche della Provincia del New Jersey, che divenne lo stato americano del New Jersey, tra il 1674 e il 1702 in accordo con il Quintipartite Deed. Le due province furono unite nel 1702. La capitale del New Jersey Est si trovava a Perth Amboy. La determinazione di un confine esatto tra il Jersey Ovest e il Jersey Est fu spesso oggetto di controversia.

## Storia
La valle del Delaware era abitata dagli indiani Lenape (o Delaware) prima dell'esplorazione e dell'insediamento europeo, iniziati intorno al 1609, da parte di olandesi, svedesi e inglesi. La Compagnia Olandese delle Indie Occidentali aveva fondato uno o due insediamenti sul fiume Delaware, ma alla fine del 1620 trasferì la maggior parte dei suoi abitanti sull'isola di Manhattan, che divenne il centro dei Nuovi Paesi Bassi. Il Jersey occidentale e orientale erano due zone del New Jersey.
Lo sviluppo della colonia della Nuova Svezia nella bassa valle del Delaware iniziò nel 1638. La maggior parte della popolazione svedese si trovava sul lato occidentale del Delaware. Dopo che gli inglesi ristabilirono Fort Nassau di New Netherland per sfidare gli svedesi, questi ultimi costruirono Fort Nya Elfsborg nell'attuale contea di Salem. Fort Nya Elfsborg si trovava tra l'attuale Salem e Alloway Creek. La colonia della Nuova Svezia stabilì due insediamenti principali nel Jersey: Sveaborg, oggi Swedesboro, e Nya Stockholm, oggi Bridgeport. La Trinity Church, situata a Swedesboro, era il sito della Chiesa di Svezia per la zona.
Gli olandesi sconfissero la Nuova Svezia nel 1655. L'insediamento dell'area del Jersey occidentale da parte degli europei fu scarso fino alla conquista inglese del 1664. A partire dalla fine degli anni Settanta del Seicento, i quaccheri si insediarono in gran numero in questa zona, prima nell'attuale contea di Salem e poi a Burlington, che divenne la capitale del Jersey occidentale.
Prima del 1674, i topografi del Jersey lo consideravano una singola entità suddivisa in decimi. Il Jersey occidentale comprendeva cinque di questi decimi. Ma la demarcazione dei confini attendeva l'insediamento, le rendite feudali che i coloni avrebbero pagato e le rilevazioni topografiche che il denaro avrebbe permesso di acquistare. Pertanto, ci vollero anni e molteplici rilievi per risolvere le dispute sui confini. La contea di Burlington fu formata il 17 maggio 1694 unendo il primo e il secondo decimo. Furono condotte almeno tre rilevazioni del Jersey occidentale. Richard Tindall fu il geometra generale della Colonia di Fenwick, il quinto decimo.